# シュワルツ空間
数学においてシュワルツ空間（シュワルツくうかん、英: Schwartz space）とは、導函数がすべて「急激に減少する」ような函数全体からなる函数空間である。この空間上フーリエ変換は自己同型であるという重要な性質がある。この性質から、双対性によって、S の双対空間の元、すなわち緩増加超函数に対するフーリエ変換を定義できる。シュワルツ空間の名は、ローラン・シュヴァルツに敬意を表して、アレクサンドル・グロタンディークによって付けられた。シュワルツ空間内の函数はしばしば、シュワルツ函数 (Schwartz function) と呼ばれる。

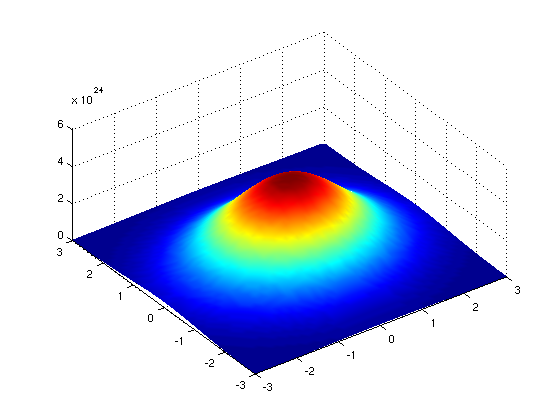
二次元ガウス函数は、急減少函数の一例である。

## 定義
シュワルツ空間、あるいは Rn 上の急減少函数の空間とは、次の函数空間のことを言う。
{\displaystyle S\left(\mathbf {R} ^{n}\right)=\left\{f\in C^{\infty }(\mathbf {R} ^{n})\mid \|f\|_{\alpha ,\beta }<\infty \quad \forall \alpha ,\beta \right\}.}
ここで α、β は多重指数であり、C∞(Rn) は Rn から C への滑らかな（無限回微分可能な）函数の集合である。またノルムは
{\displaystyle \|f\|_{\alpha ,\beta }=\sup _{x\in \mathbf {R} ^{n}}\left|x^{\alpha }D^{\beta }f(x)\right|}
である。ここで sup は上限を表し、再び多重指数の記号が用いられている。
この定義を理解する上で、急減少函数は本質的には、R 上の至る所で f (x), f '(x), f ''(x), ... のすべてが存在する函数 f(x) であり、かつ x → ±∞ としたとき x の任意の負べきよりも早くゼロに収束するものであることに注意されたい。特に、S(Rn) は無限回微分可能な函数の空間 C∞(Rn) の部分空間である。

## シュワルツ空間の函数の例
- i を多重指数とし、a を正の実数とすると、次が成り立つ。

{\displaystyle x^{i}e^{-a|x|^{2}}\in S(\mathbf {R} ^{n}).}
- コンパクト台を持つ任意の滑らかな函数 f はシュワルツ空間 S(Rn) に含まれる。これは次のことより明らかである。f の任意の導函数は、連続で、f の台の外では 0 であるので、最大値定理より (xαDβ) f は Rn 内に最大値を持つ。

## 性質
- S(Rn) は複素数上のフレシェ空間である。

- ライプニッツの法則より、S(Rn) は積について閉じている。すなわち、f, g ∈ S(Rn) であるなら、fg ∈ S(Rn) である。

- 1 ≤ p ≤ ∞ に対し、S(Rn) ⊂ Lp(Rn) である。

- すべての隆起函数からなる空間 C ∞
c (Rn) は S(Rn) に含まれる。

- フーリエ変換は線型同型 S(Rn) → S(Rn) である。

- f ∈ S(R) ならば、f は R 上で一様連続である。